# Eastern Beach
Eastern Beach est une banlieue de la cité d’Auckland, située dans l’île du Nord de la Nouvelle-Zélande.

## Situation
Elle est localisée à l’est du centre de la ville d'Auckland, dans le ward d’Howick, l’une des 13 divisions administratives de la ville d’Auckland. 

## Caractéristiques
L’une des attractions les plus marquantes est la plage, abritée par des palmiers, appelée Eastern beach, qui avec des températures estivales, attire des milliers de personnes venant des banlieues environnantes vers la plage, pour profiter de la douceur de l’eau et des aussi des magasins, ainsi que du parc situé à proximité immédiate.
À l’extrémité sud de la plage, il y a une rampe pour les bateaux  permettant l’accès à la zone maritime avec à ce niveau:une amplitude importante des marées et une zone dédiée spécifiquement pour le ski nautique, à proximité de la plage. Celle-ci était une zone très populaire pour les réunions dites « Pipi and Cockles», mais la sur-utilisation de la zone a abouti à leur interdiction sur la plage,. C’est en fait une partie de la plage de la péninsule de Buckland.